# Johanna av Navarra (1382–1413)
Johanna av Navarra, död 1413, var en prinsessa av Navarra. Hon var Navarras tronföljare 1402–1413, och regent under sin fars frånvaro 1409–1411.  